# Charlie Sexton

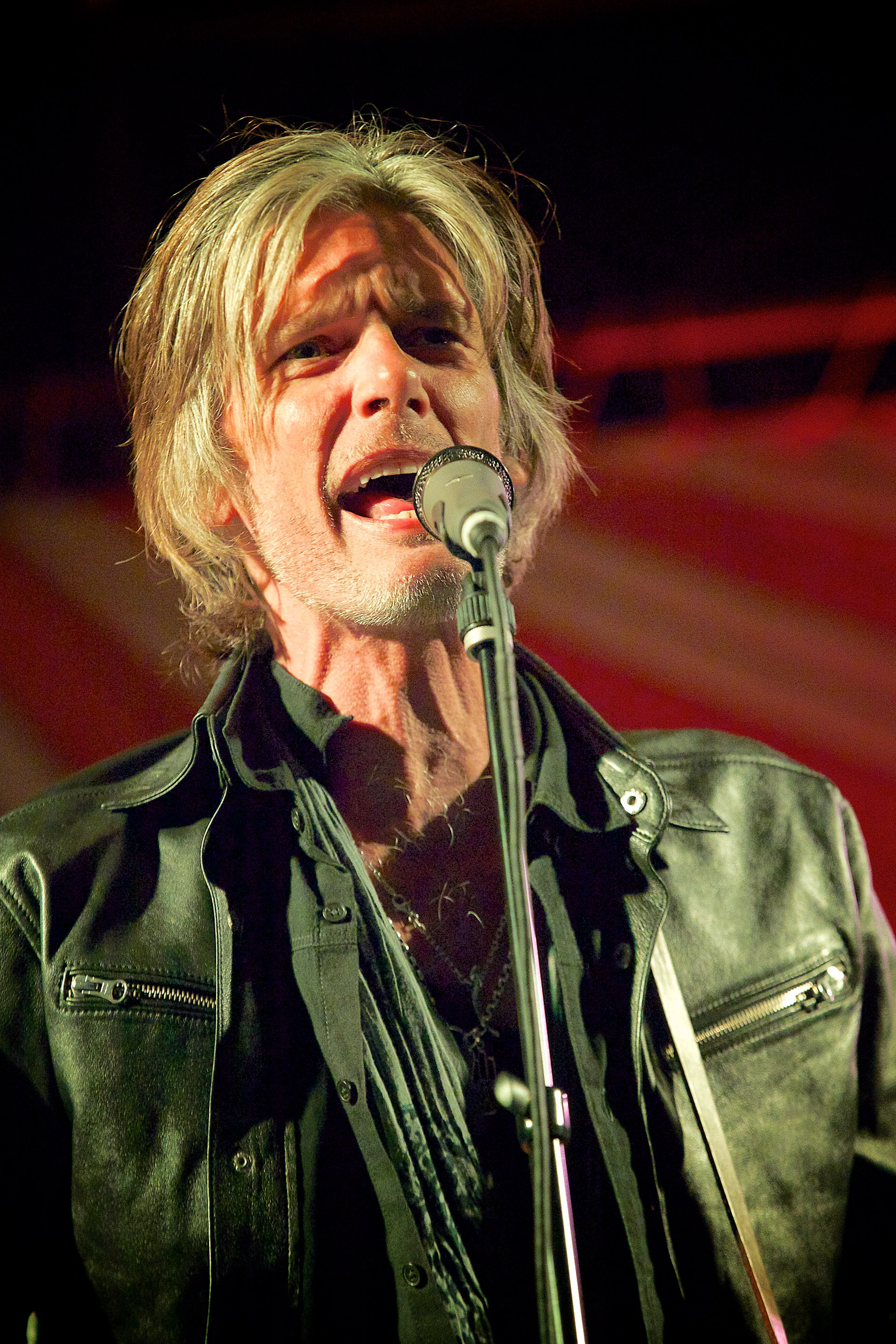
Retrato de Charles Sexton

Charles Wayne Sexton (San Antonio, Texas, 11 de agosto de 1968) es un cantante, compositor y guitarrista estadounidense. Obtuvo un éxito en 1985 con la canción "Beat's So Lonely" y ha trabajado como guitarrista de Bob Dylan desde 1999 hasta la actualidad.

## Biografía
La madre de Sexton tenía dieciséis años cuando dio a luz a Charlie en San Antonio (Texas). Con cuatro años, se trasladaron a Austin (Texas), donde años más tarde comenzó a tocar en clubes como Armadillo World Headquarters, Soap Creek Saloon, Split Rail y Clifford Antone. Tras un periodo breve viviendo a las afueras de Austin con su madre, Sexton comenzó a vivir en la ciudad con doce años.
A comienzos de la década de 1980, Charlie y su hermano Will comenzaron a aprender a tocar la guitarra gracias a W.C. Clark, conocido como el "padrino del blues de Austin". Con la ayuda de Joe Ely y otros músicos locales como Jimmie y Stevie Ray Vaughan, Sexton desarrolló su propio estilo como músico.
En 1983, Sexton, con el nombre de Guitar Charles Sexton, apareció en el EP del grupo Maxwell titulado Juvenile Junk. Dos años después, publicó su primer álbum en solitario, Pictures for Pleasure. Grabado en Los Ángeles con dieciséis años, obtuvo un notable éxito con la canción "Beat's So Lonely", que alcanzó el top 20 en la lista Billboard. Jon Pareles, de The New York Times, le describió como un ídolo adolescente cantando al estilo de David Bowie durante los años que fue promocionado por la MTV.
En 1987, Sexton actuó como telonero habitual de Bowie durante la gira Glass Spider Tour. Sexton también apareció en el video Glass Spider tocando la guitarra en la canción de Iggy Pop "I Wanna Be Your Dog" y de Velvet Underground "White Light/White Heat". En sus últimos años de adolescencia, comenzó a convertirse en músico de sesión para otros artistas como Ronnie Wood, Keith Richards, Don Henley, Jimmy Barnes y Bob Dylan. También grabó su segundo disco, titulado Charlie Sexton, con apenas veinte años.
En 1988, Sexton comenzó a trabajar con su hermano Will. El grupo, llamado Will and the Kill, publicó un álbum homónimo con Sexton y Jimmie Vaughan tocando la guitarra en varias canciones. Sexton también contribuyó a varias bandas sonoras de películas como True Romance y Air America, y realizó un cameo en Thelma & Louise.
En 1992, Sexton, junto con Doyle Bramhall II, Tommy Shannon, y Chris "Whipper" Layton, formó el grupo Arc Angels.
 La banda grabó y publicó un disco con el mismo nombre en Geffen Records el mismo año. Sin embargo, el grupo se disolvió apenas tres años después de su formación.
En 1999, Bob Dylan contrató a Sexton para reemplazar a Bucky Baxter en su banda. Sexton había tocado anteriormente con Dylan durante un par de conciertos en Austin en 1996. La estancia de Sexton en el grupo entre 1999 y 2002 le produjo mayor exposición en el terreno musical, con varios críticos señalando la interacción entre él y Larry Campbell, quien también tocaba como guitarrista en la banda de Dylan. Aclamado como una de las mejores formaciones de Dylan, el grupo apoyó al músico en la grabación de "Things Have Changed", de la película Jóvenes prodigiosos, y en el álbum "Love & Theft". También apareció en el largometraje Anónimos.
En octubre de 2009, volvió a incorporarse al grupo de Dylan, reemplazando a Denny Freeman. Sexton estuvo en el grupo hasta el último concierto del año, el 21 de noviembre. En 2013, Duke Robillard se hizo cargo de la guitarra en la banda, pero fue despedido después de solo veintisiete conciertos. Sexton volvió a incorporarse al grupo durante la tercera etapa de la gira Never Ending Tour 2013.
De forma paralela a su trabajo con Dylan, Sexton también trabajó con otros artistas, produciendo el álbum de Double Trouble Been a Long Time y el disco de Lucinda Williams Essence, ambos publicados en 2001. Tras abandonar el grupo de Dylan, Sexton produjo más trabajos de artistas como Edie Brickell, Jon Dee Graham, Shannon McNally y Los Super Seven. A finales de 2005, publicó el álbum Cruel and Gentle Things. 
En 2002, The Arc Angels volvieron a ofrecer conciertos en Austin y Dallas. En 2009, el grupo anunció una gira mayor y la grabación de un segundo álbum, el primero en diecisiete años.
En 2013, Sexton, Jakob Dylan, Brady Blade, Dave Matthews y su hermano, Will, grabaron un álbum en los Blade Studios de Shreveport (Luisiana). Posteriormente, el grupo pasó a llamarse The Nauts.

## Discografía
- Pictures for Pleasure (1985)
- Charlie Sexton (1989)
- Under the Wishing Tree (1995)
- Cruel and Gentle Things (2005)